# Danh sách nhà thơ Hy Lạp hiện đại
 Đây là danh sách các nhà thơ Hy Lạp hiện đại (năm sinh và năm mất liên kết với bài viết "thơ ca năm [năm]" tương ứng):
Đây là một danh sách chưa hoàn tất, và có thể sẽ không bao giờ thỏa mãn yêu cầu hoàn tất. Bạn có thể đóng góp bằng cách mở rộng nó bằng các thông tin đáng tin cậy.
- Andreas Kalvos (1792–1869)
- Dionysios Solomos (1798–1857)
- George Tsimbidaros-Fteris (1891–1967)
- Andreas Laskaratos (1811–1901)
- Aristotelis Valaoritis (1824–1879)
- Kostis Palamas (1859–1943)
- Athos Dimoulas (1921–1985)
- Constantine Cavafy (1863–1933)
- Nikos Kazantzakis (1883–1957)
- Angelos Sikelianos (1884–1951)
- Kostas Varnalis (1884–1974)
- Napoleon Lapathiotis (1889–1944)
- Giannis Skarimpas (1893–1984)
- Kostas Karyotakis (1896–1928)
- Giorgos Seferis (1900–1971)
- Andreas Empeirikos (1901–1975)
- Maria Polydouri (1902–1930)
- D.I. Antoniou (1906–1994)
- Nikos Engonopoulos (1907–1985)
- Yannis Ritsos (1909–1990)
- Nikos Kavadias (1910–1975)
- Alexander Mátsas (1910–1969)
- Odysseus Elytis (1911–1996)
- Nikiforos Vrettakos (1912–1991)
- Nikos Gatsos (1915–1992)
- Takis Sinopoulos (1917–1981)
- Miltos Sachtouris (1919–2005)
- Ektor Kaknavatos (1920–2010)
- Nanos Valaoritis (1921-2019)
- Aris Alexandrou (1922–1978)
- Manolis Anagnostakis (1925–2005)
- Nikos Karouzos (1926–1990)
- Nikos Fokas (1927-2021)
- Titos Patrikios (sinh 1928)
- Dinos Christianopoulos (sinh 1931 –2020)
- Kiki Dimoula (sinh 1931 –2020)
- Tassos Denegris (1934–2009)
- Stefanos Tassopoulos (1939–2013)
- Katerina Gogou (1940–1993)
- Kyriakos Charalambides (sinh 1940)
- Yannis Kondos (sinh 1943)
- Lefteris Poulios (sinh 1944)
- Christoforos Liontakis (sinh 1945)
- Vassilis Steriadis (sinh 1947)
- Dimitris Varos (sinh 1949)
- Antonis Fostieris (sinh 1953)
- Sotiris Kakisis (sinh 1954)
- Haris Vlavianos (sinh 1957)
- Alexis Stamatis (sinh 1960)
- Dimitris Lyacos (sinh 1966)